# 达尔罕苏木
达尔罕苏木，是中华人民共和国内蒙古自治区包头市达尔罕茂明安联合旗下辖的一个乡镇级行政单位。

## 行政区划
达尔罕苏木下辖以下地区：
查干敖包嘎查、希拉哈达嘎查、金旗嘎查、金星嘎查、哈沙图嘎查和额尔登嘎查。